# سیارک ۷۸۰۸
سیارک ۷۸۰۸ (به انگلیسی: 7808 Bagould، نامگذاری:1976GL8) هفت هزار و هشتصد و هشتمین سیارک کشف شده‌است که در ۵ آوریل ۱۹۷۶ کشف شد.
قدر مطلق سیارک برابر ۴۴.۶ است.